# Porters Pass
Der Porters Pass ist ein 939 Meter hoher Gebirgspass in der Region Canterbury auf der Südinsel Neuseelands.
Der Pass befindet sich zwischen Springfield und Cass im Korowai/Torlesse Tussocklands Park liegend, westlich des Lake Lyndon, südöstlich des Castle Hill. Über den Pass führt der State Highway 73. Der Porters Pass ist der letzte auf der südöstlich verlaufenden Route zwischen der Westcoast und Christchurch und der dritthöchste Punkt des Schnellstraßennetzes der Südinsel nach dem Lindis Pass und der Milford Road. Der Arthur’s Pass, der auf der gleichen Route liegt, ist zwar bekannter, aber einige Meter niedriger.
Der Pass wurde 1858 nach den Porter-Brüdern benannt, die in der Nähe eine Farm bewirtschafteten.